# Hose (Einheit)
Die Hose, auch Höschen genannt, war eine Handelseinheit für Butter im Königreich Sachsen.
Gerechnet wurde mit ganzen und halben Hosen. Eine ganze Hose waren 12 Kannen oder 48 Näpfchen. Das Näpfchen entsprach gewöhnlich einem Stück Butter mit einem Gewicht von 16 Lot oder 0,5 Pfund Leipziger Handelsgewicht. Eine ganze Hose wog dann 24 Pfund, die halbe Hose entsprechend 12 Pfund. Es gab aber auch Stücke mit einem Gewicht von nur 14, beziehungsweise auch von 18 oder 22 Lot.
Eine Eigenwilligkeit war das Mitwiegen des Holzfässchens beim Verkauf.